# Куміко-дзайку
Куміко-дзайку (яп. 組子細工) — японське декоративно-ужиткове мистецтво створення елементів оздоблення з планочок малих розмірів (товщина зазвичай 2-5 мм). Декоративність підсилюється використанням різних за тоном порід деревини. Зрідка використовується тонування деталей куміко.
Спочатку ця технологія використовувалася для оздоблення традиційних для Японії розсувних дверей, перегородок та ширм — сьодзі. Вони в свою чергу мали решітку (куміко), яка відрізнялася залежно від регіону та статусу. Окремі комірки куміко заповнювалися декоративними елементами — куміко-дзайку.
Особливістю цієї технології є використання традиційних японських ручних інструментів. Однак останнім часом відбулась механізація та комп'ютеризація технологічних операцій, що дозволило виробляти куміко в промислових масштабах.
Японські майстри неохоче діляться секретами технології. І лише окремі майстри з інших країн займаються незначним поширенням цього декоративно-ужиткового мистецтва. Найвідомішим у світі майстром (не японцем) є австралієць Десмонд Кінґ. Він узагальнив технологію та описав її в трилогії книг.

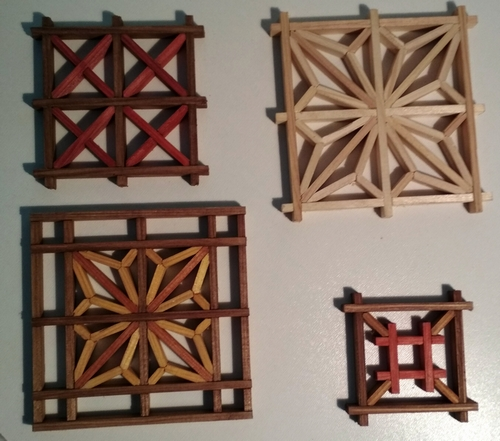
Деякі елементи куміко-дзайку